# Erika Zuchold

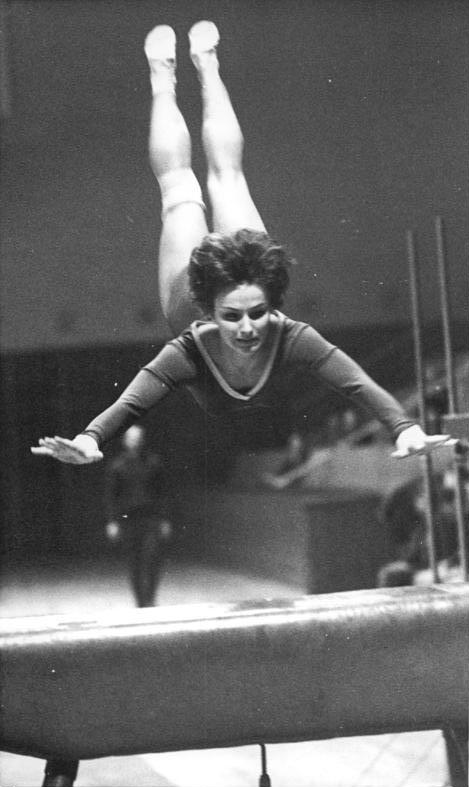
Erika Zuchold beim Pferdsprung zu den DDR-Meisterschaften 1969

Erika Zuchold (* 19. März 1947 in Lucka, Kreis Altenburg, als Erika Barth; † 22. August 2015 in Asunción, Paraguay) war eine deutsche Turnerin und bildende Künstlerin. Sie gewann bei Olympischen Spielen vier Silbermedaillen und eine Bronzemedaille sowie mehrere Titel bei Weltmeisterschaften. Nach ihrer sportlichen Laufbahn war sie künstlerisch tätig.

## Leben
Erika war das zweite von fünf Kindern der Familie Barth. 1959 kam sie als Zwölfjährige an die Kinder- und Jugendsportschule in Leipzig und zog 1961 in deren Internat. Geräteturnen trainierte sie im Sportclub Leipzig bei Sylvia Hlavacek und Roselore Sonntag, später bei Helmut Gerschau. Bereits 1963 nahm sie an ihrem ersten internationalen Wettkampf teil und wurde Mitglied des DDR-Nationalteams.
Am 7. Juni 1964 gelang ihr als erster Turnerin der Welt der Flickflack (Handstütz-Überschlag rückwärts) am Schwebebalken, sie konnte aber nach dem Sieg beim Ausscheidungsturnen an den Olympischen Spielen wegen eines Achillessehnenrisses kurz vor der Abreise nach Tokio nicht teilnehmen. Sie gewann aber Medaillen bei den Olympischen Spielen 1968 und 1972, nachdem sie 1966 den Radsportler Dieter Zuchold (1937–2014) geheiratet hatte. 1970 wurde sie Weltmeisterin im Pferdsprung und am Balken sowie Vizeweltmeisterin im Mehrkampf. Dafür wurde sie im selben Jahr zur DDR-Sportlerin des Jahres gewählt. Sie errang insgesamt 14 DDR-Meistertitel.
Erika Zuchold beendete 1972 ihre Sportlerlaufbahn. Schon während dieser Zeit und danach schloss sie mehrere verschiedene Studiengänge ab und betätigte sich vielseitig. Von 1965 bis 1969 absolvierte sie das Lehrerstudium für die Fächer Sport und Musik am Leipziger Institut für Lehrerbildung. Extern erwarb sie in den Jahren 1972–1976 an der Karl-Marx-Universität in Leipzig das Diplom als Kunsterzieherin. Von 1972 bis 1977 und von 1980 bis 1982 arbeitete sie als Unterstufenlehrerin vornehmlich im Fach Kunsterziehung. Dazwischen war sie im neu eingerichteten Sportmuseum Leipzig tätig. Von 1975 bis 1979 absolvierte sie ein Abendstudium der Malerei und Grafik unter anderem bei Ulrich Hachulla (* 1943) und malte ab 1980 in dem von ihrem Mann eingerichteten Atelier und stellte auch mehrfach aus.
Nach Gesangs-, Instrumental- und Tanzstudien, so bei Sommertanzkursen der Palucca-Schule Dresden, näherte sie sich ab 1982 ihrem Kindheitstraum der Zirkuskünstlerin. Sie war als Unterhaltungskünstlerin bei der Konzert- und Gastspieldirektion unter Vertrag und trat tanzend, singend und als Artistin auf, teilweise in selbst moderierten Programmen.
Nach 1990 orientierte sie sich nochmals neu. Sie studierte von 1990 bis 1993 am Literaturinstitut „Johannes R. Becher“ in Leipzig mit dem Hauptfach Lyrik und dem Abschluss „Diplom für kreatives Schreiben“. Im Selbstverlag erschienen einige Gedichtbände: „Wildgänse ziehen“ (1994), „Das Netz der Spinne“ (1995) und „Ich mag das Leben“ (1998).

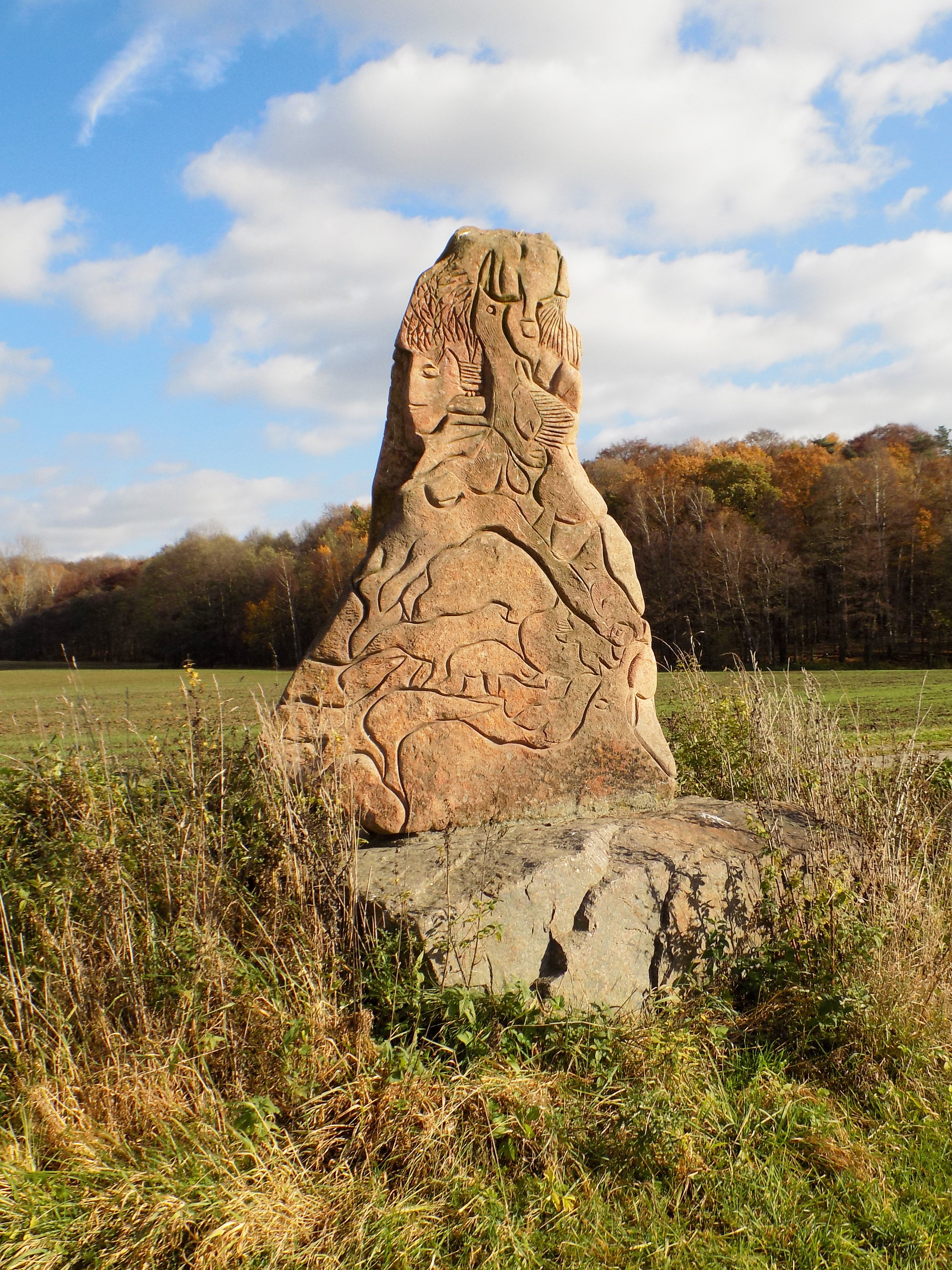
Sonnenstein von Erika Zuchold

Ab 2000 wandte sie sich wieder ihrem bildkünstlerischen Schaffen zu und arbeitete nun auch bildhauerisch mit Holz, Keramik und Stein. Eines ihrer Werke, der „Sonnenstein“, steht am Weg der Steine zwischen Grimma und Förstgen. Es folgten auch weitere Ausstellungen, die letzte im Februar 2015 im Kulturhaus Leuna.
Nach dem Tod ihres Mannes 2014 wanderte sie 2015 zu ihrer Mutter und ihrer Schwester nach Paraguay aus. Dort verstarb sie zwei Monate später.

## Olympische Turnerfolge
- 1968 Silbermedaille im Sprung
- 1968 Bronzemedaille mit der DDR-Mannschaft
- 1972 Silbermedaille im Sprung
- 1972 Silbermedaille am Stufenbarren
- 1972 Silbermedaille mit der DDR-Mannschaft

## Ehrungen (Auswahl)
- 1968 und 1971 – Vaterländischer Verdienstorden in Silber
- 1972 – Vaterländischer Verdienstorden in Gold
- 2005 Aufnahme in die International Gymnastics Hall of Fame
- 2018 Benennung des Zucholdweges in Leipzig-Engelsdorf[2]

## Darstellung Erika Zucholds in der bildenden Kunst der DDR
- Heinz Wagner: Meisterin des Sports Erika Zuchold (1969, Öl, 150 × 96 cm)[3]